# Несебыр (община)
Несе́быр (болг. О́бщина Несе́бър) — община в Болгарии. Входит в состав Бургасской области. Население составляет 25 773 человека (на 15 мая 2008 года).
Кмет (мэр) общины Несебыр — Николай Кирилов Димитров по результатам выборов в правление общины 2007 года.

## Состав общины
В состав общины входят следующие населённые пункты:

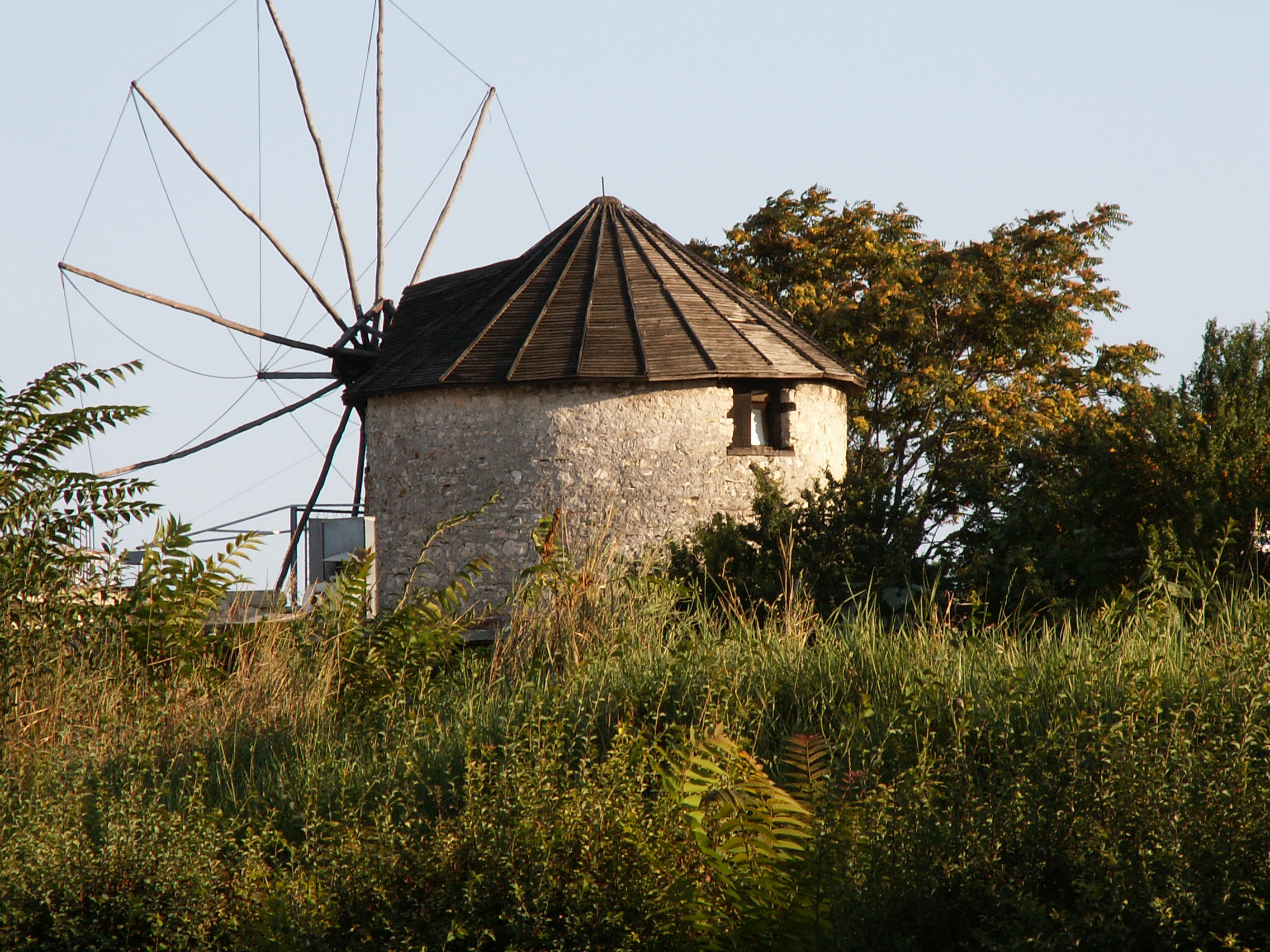
Ветряная мельница на дороге в Несебре

1. Баня
2. Гюлёвца
3. Емона
4. Козница
5. Кошарица
6. Несебыр
7. Обзор
8. Оризаре
9. Паницово
10. Приселци
11. Равда
12. Раковсково
13. Свети-Влас
14. Тынково